# 영국의 정치

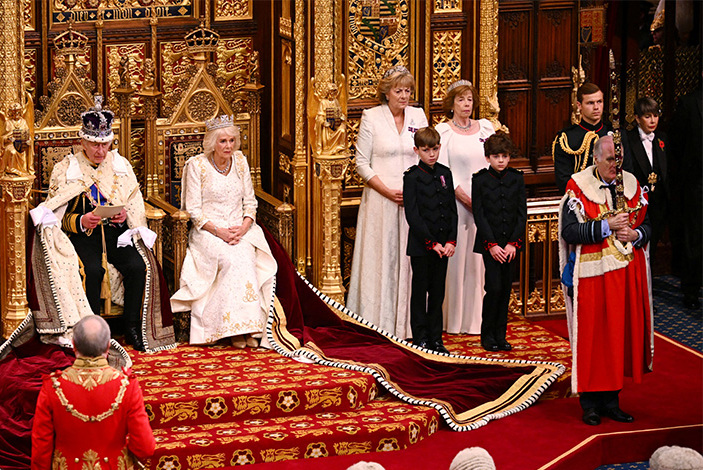
영국 의회 개원식에 참석한 찰스 3세 현 영국 국왕

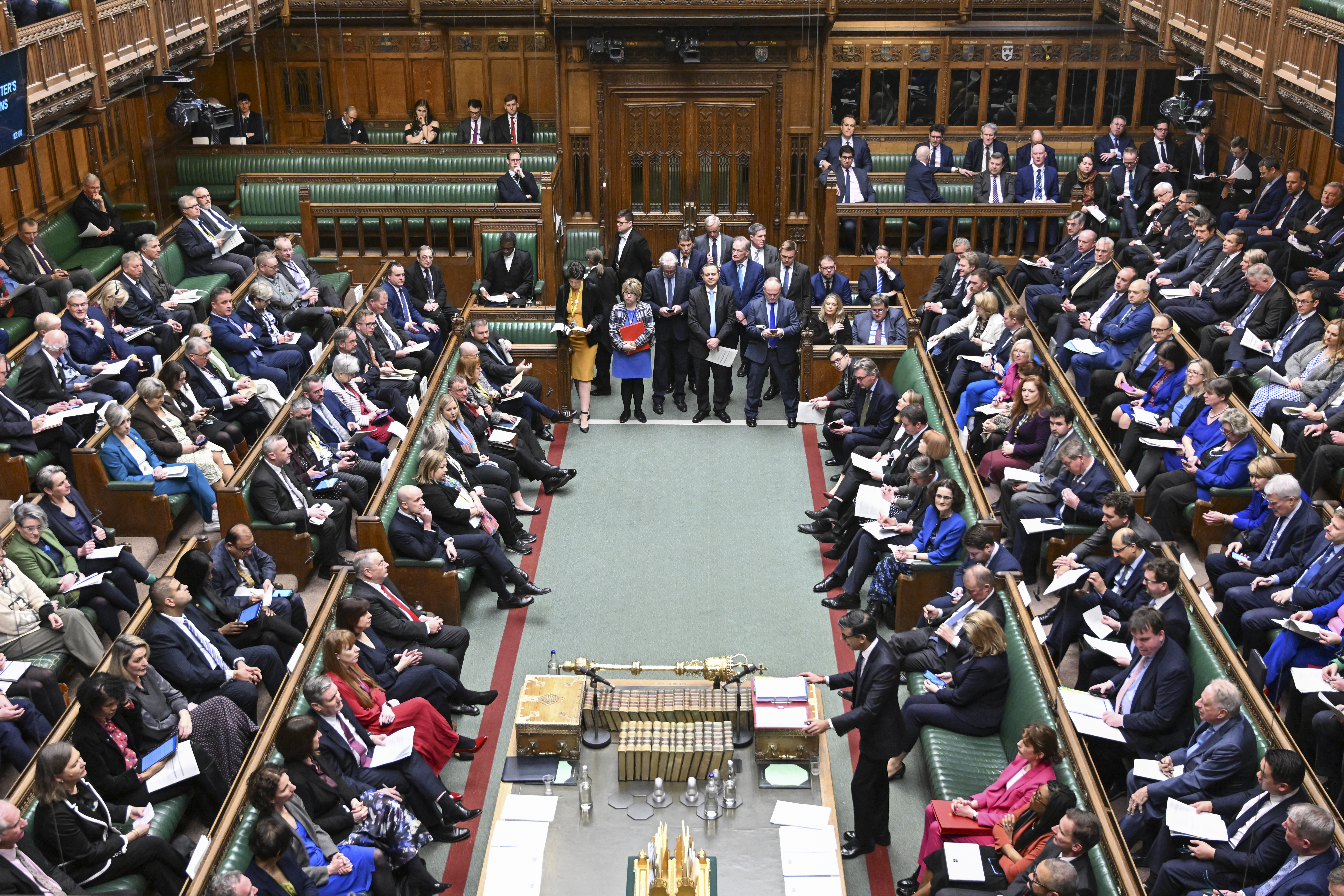
영국 의회의 의사당인 웨스트민스터궁에서 진행되는 총리 질의응답의 모습

영국은 잉글랜드, 스코틀랜드, 웨일스, 북아일랜드로 지방분권화가 이뤄진 단일 국가이자 연합 왕국이다. 정치 체제는 입헌군주제에 따른 의원내각제를 채택하였으며, 국가원수로 국왕 (현 찰스 3세)이 있고 행정수반으로 총리 (현 키어 스타머 총리)를 두고 있다.
영국의 행정부는 영국 정부이며, 표면상으로는 영국 국왕의 대리로서 재가를 받아 행정력을 행사한다. 영국 정부 외에도 지방분권화에 따라 스코틀랜드, 웨일스, 북아일랜드도 각각 지방정부가 있다. 영국의 입법부는 영국 의회로, 상원인 귀족원과 하원인 서민원의 상하원으로 나뉜다. 여기에 스코틀랜드 의회, 웨일스 의회, 북아일랜드 의회가 별도로 설치되어 있다. 영국의 사법부는 행정부, 입법부와 분리되어 독립성을 보장받고 있으며, 최고법원은 영국 대법원이다.
영국의 정당 체제는 다당제이다. 1920년대 이래 보수당과 노동당이라는 거대 양당이 집권해오고 있다. 노동당 이전에는 자유당이 보수당과 함께 영국 정계를 좌우하였다. 영국의 선거제도로는 소선거구제를 채택하여 이들 두 거대정당의 독식 체제를 유지하는 흐름을 보이나, 의원내각제 특성상 가끔씩 어중간한 총선 결과로 연립 정부나 소수 정부가 출범하기도 한다. 특히 두 거대정당이 원내 의석수에서 확실한 우위를 점하기 위하여 제3당과 연대하는 경우도 있었는데, 그 예로는 자유민주당이 대표적이다. 2010년에는 전후 최초의 연립내각인 보수당-자유민주당 연립 정부가 출범하여 2015년까지 집권하기도 했다. 보수당과 자민당 간의 연대는 2015년 영국 총선에서 보수당의 의석수가 330석을 차지해 완전한 과반을 확보한 반면, 자민당은 8석으로 크게 줄어들면서 끝나게 되었다.
아일랜드 분리 독립 이후 영국에 남은 북아일랜드는 자치권을 부여받았으나, 이후 이어진 북아일랜드 분쟁으로 1972년에 자치권이 회수되기도 했다. 스코틀랜드와 웨일스의 경우 1970년대 들어서 지역정당의 활동으로 지방분권 시도가 이뤄졌으나 90년대에 와서야 실현될 수 있었다. 오늘날 스코틀랜드, 웨일스, 북아일랜드에는 자체 입법부와 행정부가 설치되어 있으며, 특히 북아일랜드는 아일랜드 공화국과의 각료 협의체에 참여하게 해준다는 조건 하에 지방분권이 이뤄져 있다. 분권이 이뤄지지 않은 정책사항에 대해서는 영국 중앙정부가 여전히 관여하고 있으며, 북아일랜드 관련 사항에는 아일랜드 정부와 협력하고 있다.
한편으로 이러한 행정권과 입법권의 분권화와 자치권 확대가 독립 찬성 여론으로 이어지는지에 대해서는 논란의 여지가 있다. 대표적인 스코틀랜드 독립 찬성파인 스코틀랜드 국민당은 2007년 스코틀랜드 의회에서 소수정부를 꾸려 처음으로 집권에 성공하였고, 그 다음인 2011년 스코틀랜드 총선에서는 원내 과반의석을 확보하여 정권 재창출을 이뤄냈다. 그러나 국민당이 야심차게 추진한 2014년 스코틀랜드 독립 국민투표에서 스코틀랜드 독립에 찬성한 표의 비율이 44.7%에 그쳤다. 높은 수준의 자치권을 누리고 있는 북아일랜드 역시 아일랜드 국민주의 정당의 지지율이 약세인 편이다. 이 계열에서 가장 큰 정당인 신 페인은 북아일랜드와 아일랜드 공화국의 통합을 지지할 뿐만 아니라, 총선에서 당선된 국회의원들은 영국 의회 내 자신의 의석을 공석 취급하는데, 이는 영국 국왕에게 충성을 맹세하지 않겠다는 의도에서다.
영국의 헌법은 불문헌법이기 때문에 하나의 완성된 법전으로 존재하지 않으며, 그대신 '관습 헌법'이나 각 법령, 판례, 유럽 연합법 등으로 구성된다. 이 같은 체계는 웨스트민스터 시스템이라고 불리며 과거 대영제국의 일부였던 캐나다, 오스트레일리아 등의 국가들도 채택하고 있다. 마지막으로 영국은 여러 속령을 지니고 있는데 크게 왕실속령과 영국의 해외 영토로 구분된다. 왕실속령은 명목상으로는 영국의 주권 영토가 아닌 영국 왕실, 즉 국왕이 소유한 영토이며 맨섬과 채널 제도가 해당된다. 영국의 해외 영토는 대영제국 시절 식민지로서 1983년에 해당 명칭으로 재지정된 속령이다. 이들은 현지 정부와 대표를 세워 내부 현안을 직접 다루는 자치권을 누리고 있다.

## 역사

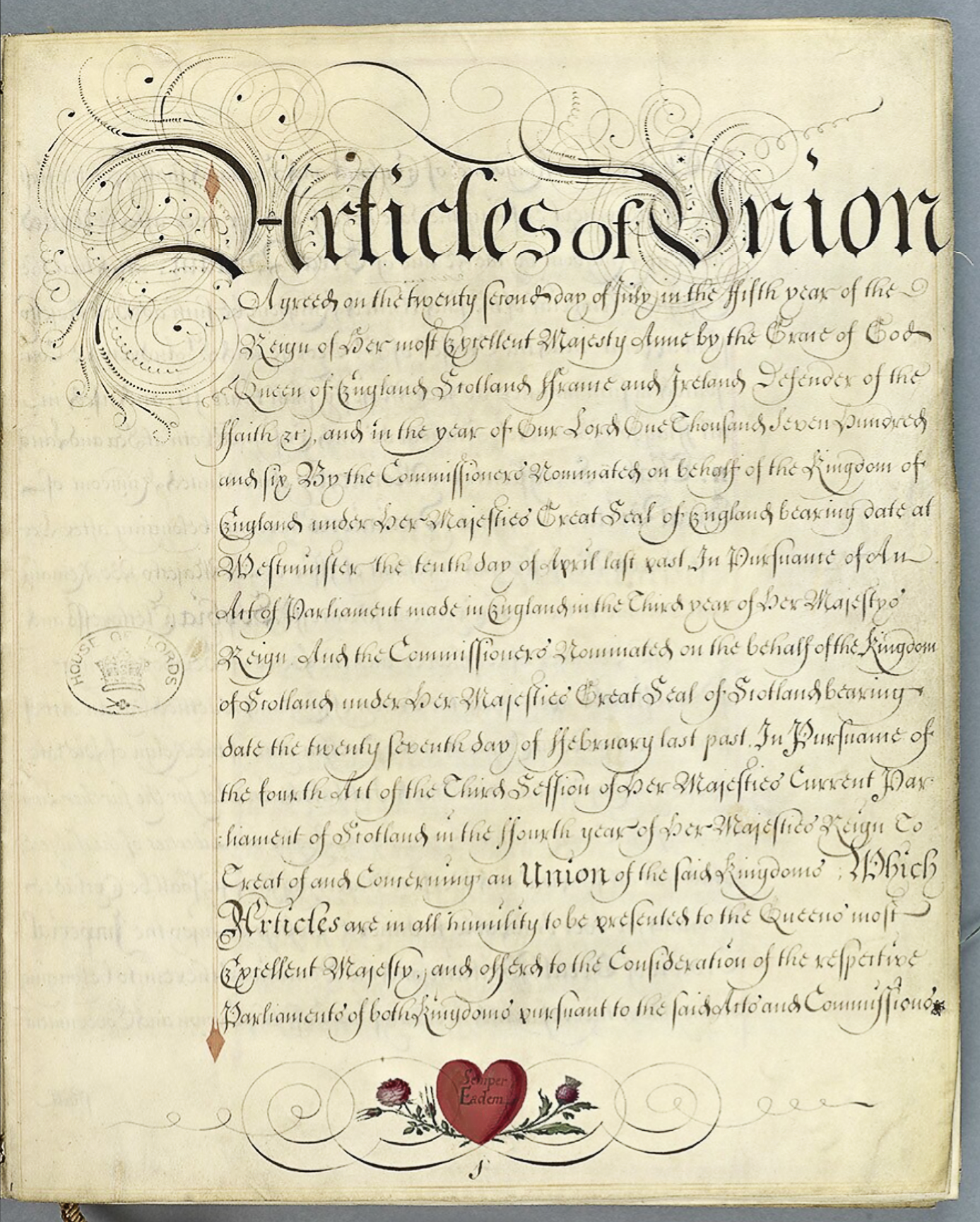
1707년 1월 28일 잉글랜드 왕국과 스코틀랜드 왕국의 연합을 선언하는 문서

오늘날의 영국은 '그레이트브리튼 북아일랜드 연합왕국' (United Kingdom of Great Britain and Northern Ireland)의 준말로 브리튼 제도의 개별 왕국을 연합함으로서 성립되어 왔다. 그 시작은 1706년 7월 22일 스코틀랜드 왕국과 잉글랜드 왕국의 각 의회에서 체결된 연합조약인 연합조약 (Treaty of Union)과 이듬해 양국이 제정한 1707년 연합법으로, 이를 통해 두 국가를 아우르는 그레이트브리튼 왕국이 탄생하였다. 이후 1800년 연합법 체결로 그레이트브리튼 왕국과 아일랜드 왕국의 양 의회가 연합을 결의하여 그레이트브리튼 아일랜드 연합왕국이 되었다.
그러나 20세기 초에 들어 아일랜드 남부에서 공화주의 세력이 주도한 아일랜드 독립 전쟁으로 아일랜드 자유국이 탄생, 이들 지역의 독립을 승인하는 1920년 아일랜드 정부법이 영국 의회에서 승인되었다. 독립한 지역은 현 아일랜드 공화국이 되었고, 아일랜드 북부의 북아일랜드만 연합왕국에 남았다. 영국은 한동안 정식 국명을 유지하고 있다가 1927년 지금의 '그레이트브리튼 북아일랜드 연합왕국'으로 국명을 변경하였다.
영국은 1973년 유럽 경제 공동체에 정식 회원국으로 가입하였으며 유럽 연합 출범 이후로도 수십년간 회원국으로 남았으나, 2016년 유럽 연합 탈퇴 국민투표가 가결되면서 2020년 1월 31일자로 유럽연합을 탈퇴하였다.

## 국왕
영국의 국가원수는 국왕이다. 현 국왕은 찰스 3세이다. 국왕은 정부에 직접 관여하지 않지만, 행정부의 최종 권한은 여전히 국왕에게 귀속한다고 해석되고 있다. 이를 국왕 대권(Royal prerogative)이라 하며, 여권 발급에서 선전포고에 이르기까지 국가적 실무에 다방면으로 적용되고 있다. 각 권한은 내각의 장관과 기타 임원에게 위임하여 국왕의 이름으로 행사하며 경우에 따라 의회의 승인을 우회할 수도 있다. 정부 수반인 총리는 정부(His/Her Majesty's Government)의 대표로 활동하면서 매주 국왕과 접견하고 정치적 현안을 논의한다. 이 과정에서 국왕은 총리에게 자신의 입장을 표하거나 경고, 조언을 남길 수도 있다.
국왕의 권한은 영국의 헌정이 불문법 체제를 채택하고 있기 때문에 법적으로 성문화된 것은 없다. 다만 사법부의 법학자들이 중대한 법안과 판례법, 관습법 등을 참조하여 그 범위를 해석한다.
내무적 권한에는 총리와 내각 장관의 임명과 해임, 의회의 소집과 해산, 의회에서 통과된 법안의 재가, 영국군 지휘와 장교 임명, 왕실 고문 임명, 여권 발행과 폐지, 특별 사면과 형량축소(일반형에 한하여 유지), 훈장과 칭호 수여, 칙허장을 통한 법인 설립 허가 등이 있다. 외무적 권한에는 조약의 비준과 체결, 선전포고와 종전 선언, 해외 군대 파병, 국가 승인, 외교관 임명 등이 있다.

## 같이 보기
- 북아일랜드의 정치
- 영국의 선거법 개정